# Lindina
Lindina – miasto w Stanach Zjednoczonych, w stanie Wisconsin, w hrabstwie Juneau.